# Al-Hakam II.

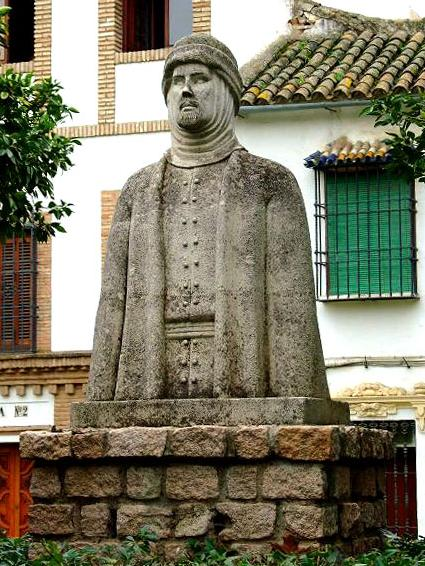
al-Hakam II., Denkmal in Córdoba

Abū l-ʿĀs al-Mustansir bi-llāh al-Hakam ibn ʿAbd ar-Rahmān (arabisch أبو العاص المستنصر بالله الحكم بن عبد الرحمن, DMG Abū l-ʿĀṣ al-Mustanṣir bi-llāh al-Ḥakam b. ʿAbd ar-Raḥmān, spanisch Alhakén oder Alhaquén), bekannt als al-Hakam II. (* 915; † 1. Oktober 976), war zweiter Kalif von Córdoba (961–976).
Nach dem Tod von Abd ar-Rahman III. (961) führte sein Sohn al-Hakam II. das Kalifat von Córdoba. Dabei konnte der Frieden mit den christlichen Reichen in Nordspanien weitgehend gesichert werden. Die Friedensperiode nutzte al-Hakam II. für die Förderung der Landwirtschaft durch den Ausbau von Bewässerungsanlagen. Auch durch den Bau von Straßen und die Einrichtung von Märkten wurde die wirtschaftliche Entwicklung weiter unterstützt. Große Bedeutung hatte für al-Hakam II. die Förderung von Kunst und Kultur. So wurde unter anderem in Córdoba eine Bibliothek mit angeblich über 100.000 Bänden aufgebaut. Außerdem wurde, neben vielen anderen Bauten, die Hauptmoschee von Córdoba erweitert (962–966). Ebenfalls wurde die Palaststadt Medina Azahara (976) vollendet, die Abd ar-Rahman III. 936 begonnen hatte.
Während die innere Verwaltung weitgehend dem Wesir al-Muschafi überlassen wurde, gewann General Ghalib als Führer des Heeres erheblichen Einfluss. Er war vor allem mit der Abwehr der letzten Normannenangriffe (966, 971) und den Kämpfen mit den Fatimiden beziehungsweise Ziriden in Nordmarokko beschäftigt. Die Fatimiden hatten auch Sympathisanten im Umaiyadenreich selbst. Einer von ihnen namens Abū l-Chair wurde während der Herrschaft von al-Hakam II. wegen Unglaubens und Ketzerei (ilḥād) hingerichtet. Die Ziriden konnten 974 von Ghalib im nördlichen Marokko besiegt werden. Gegenüber den christlichen Reichen Navarra, Kastilien und León konnte al-Hakam II. die Vormachtstellung des Kalifats behaupten.
Die Homosexualität des Kalifen al-Hakam II., der bereits in seiner Jugend ausschließlich gleichgeschlechtliche Liebesbeziehungen geführt hatte, war aufgrund der Erbfolgefrage ein Problem. Er konnte erst Nachkommen zeugen, nachdem einer baskischen Sklavin namens Subh als Konkubine Männerkleidung angezogen worden war und sie den Männernamen Dschafar erhalten hatte. Wie sein Sohn Hischam II. hatte auch Kalif al-Hakam einen männlichen Harem.
Am 1. Oktober 976 starb al-Hakam II. Nachfolger wurde sein minderjähriger Sohn Hischam II., für den seine Mutter Subh zunächst die Regentschaft führte.